# Bátonyterenye
Bátonyterenye je město v Maďarsku v župě Nógrád. Je centrem okresu Bátonyterenye.

## Historie
Rozkládá se na ploše 78,92 km² a v roce 2024 zde žilo 11 118 obyvatel. Město tvoří několik původně samostatných menších obcí (Kisterenye, Nagybátony, Maconka) apod. Ty byly administrativně po druhé světové válce sloučeny do jednoho celku v souvislosti s rozvojem těžby v okolní krajině. Západně od bývalé vesnice Maconka vzniklo nové sídliště, které se stalo zárodkem rostoucího města. Doplnilo jej později více obytných celků.

## Kultura a zajímavosti
Město je známé díky zámku Gyürky-Solymossyů. V Maconce se nachází kostel sv. Štěpána a také kaple sv. Anny.
Východně od města leží rozlehlé jezero, které je oblíbené mezi rybáři.

## Doprava
Je dostupné silnicí celostátního významu č. 21, která má na území města podobu čtyřproudé rychlostní komunikace. V roce 2022 byl přes město budován nový silniční průtah.
Prochází tudy také železniční trať z Budapešti ke slovenským hranicím. Místní nádraží se jmenuje podle původní vesnice Nagybátony, existuje zde také zastávka s názvem Kisterenye u stejnojmenné části města.

## Partnerská města
- Fiľakovo, Slovensko
- Giresun, Turecko
- Jirkov, Česko
- Kobylnica, Polsko